# Vương Nghệ Cẩn
Vương Nghệ Cẩn (giản thể: 王艺瑾, phồn thể: 王藝瑾, bính âm: Wáng Yì Jǐn; sinh ngày 25 tháng 12 năm 1996) là một nữ ca sĩ, diễn viên và vũ công người Trung Quốc, tốt nghiệp Học viện Vũ đạo Bắc Kinh, trực thuộc công ty giải trí Truyền thông Gia Hành. Năm 2020, Vương Nghệ Cẩn chính thức trở thành thành viên của nhóm nhạc nữ dự án BonBon Girls 303 sau khi giành được thứ hạng 3 chung cuộc trong chương trình truyền hình thực tế sống còn Sáng Tạo Doanh 2020 của kênh Tencent Video.

## Tiểu sử
Vương Nghệ Cẩn sinh ra tại thành phố Tế Nam, tỉnh Sơn Đông, từ nhỏ đã tương đối hướng ngoại, cô cởi mở và rất thích đùa giỡn cùng bạn bè, tính cách vui vẻ. Khi còn học trung học cơ sở, mẹ cô luôn muốn cô trở thành một nữ doanh nhân hoặc theo học chuyên ngành luật. Cô tốt nghiệp trung học ở Trường Ngoại ngữ Sơn Đông Tế Nam. Lúc chuẩn bị thi đại học, cô bắt đầu có ý thức về con đường diễn xuất và quyết định đi theo nghệ thuật. Tháng 4 năm 2016, Vương Nghệ Cẩn đạt 84 điểm trong kỳ thi đại học chuyên nghiệp, xếp hạng 12 và được nhận vào chuyên ngành biểu diễn múa (nhạc kịch) của Khoa Sân khấu Nhạc kịch Học viện Vũ đạo Bắc Kinh.

## Sự nghiệp

### 2020: Tham gia Sáng tạo doanh 2020
Năm 2020, cô tham gia chương trình truyền hình thực tế sống còn Sáng Tạo Doanh 2020 của kênh Tencent Video. Tháng 6, tại đêm chung kết Sáng Tạo Doanh 2020, cô giành được thứ hạng 3 trong tổng top 15 của chương trình, và đã thành công ra mắt cùng nhóm nhạc nữ BonBon Girls 303. Ngày 11 tháng 8, cô cùng nhóm nhạc của mình đã cho ra mắt EP đầu tiên có tên "Ngạnh đường định luật". Ngày 31 tháng 12, cô cùng nhóm tham gia vào chương trình tạp kỹ của CCTV Khải hàng 2021-CCTV New Year Eve, và đã biểu diễn hai ca khúc "Ngạnh đường thiếu nữ" và "Ngạnh yếu doanh".
Ngày 9 tháng 2 năm 2021, cô tham gia chương trình truyền Lễ hội mùa xuân 2021 của Sơn Đông TV cùng BonBon Girls 303. Cô biểu diễn ca khúc "Ngạnh yếu doanh" cùng Phương Cẩm Long và Phương Tụng Bình, kết hợp với Cổ Phong Thái Âm Cầm Club, diễn giải phong cách dân tộc đẹp như mơ "Hồi tưởng về Núi và Sông". Ngày 23 tháng 2, bộ phim truyền hình đề tài gián điệp Bạo phong nhãn được phát sóng trên Dragon TV và Chiết Giang TV, trong phim cô vào vai Miêu Lộ.

## Danh sách phim

### Phim truyền hình
| Năm  | Tựa đề                 | Vai           | Bạn diễn                   | Ghi chú   |
| 2019 | Thiếu niên phái        | Lương Vân Thư | Diêm Ny, Trương Gia Ích    | Vai phụ   |
| 2020 | Bạo phong nhãn         | Miêu Lộ       | Dương Mịch, Trương Bân Bân | Vai phụ   |
| TBA  | Tôi bị tổng tài ám hại | Đường Tô      | Đặng Khải                  | Vai chính |

## Danh sách bài hát

### Mini album
| Tên                   | Thông tin album | Danh sách bài hát      |                           | Doanh số      |
| --------------------- | --- | ---------------------- | ------------------------- | ------------- |
| Định Luật Ngạnh Đường | - Phát hành: 11 tháng 8 năm 2020 - Ngôn ngữ: Trung Quốc - Hãng đĩa: Wajijiwa Entertainment - Hình thức: Album kỹ thuật số | hiện Danh sách bài hát | Cùng với BonBon Girls 303 | - TQ: 802,652 |
| Cô Nàng Lợi Hại       | - Phát hành: 27 tháng 4 năm 2021 - Ngôn ngữ: Trung Quốc - Hãng đĩa: Wajijiwa Entertainment - Hình thức: Album kỹ thuật số | hiện Danh sách bài hát | Cùng với BonBon Girls 303 |               |

### Đĩa đơn
| Tên                                                           | Năm  | Album                 |                           |
| ------------------------------------------------------------- | ---- | --------------------- | ------------------------- |
| "Bạn Là Quan Trọng Nhất Nhất Nhất" (You Are Everything To Me) | 2020 | Định Luật Ngạnh Đường | Cùng với BonBon Girls 303 |
| "BONBON GIRLS"                                                | 2020 | Định Luật Ngạnh Đường | Cùng với BonBon Girls 303 |
| "Quyết Chiến Thắng" (We Are Young)                            | 2020 | Định Luật Ngạnh Đường | Cùng với BonBon Girls 303 |
| "Cảnh Báo Phía Trước Là Siêu Hạng A" (Super A Warning Ahead)  | 2020 | Định Luật Ngạnh Đường | Cùng với BonBon Girls 303 |
| "PLMM"                                                        | 2020 | Định Luật Ngạnh Đường | Cùng với BonBon Girls 303 |
| "Ăn Kẹo" (Trick Or Treat)                                     | 2020 | Định Luật Ngạnh Đường | Cùng với BonBon Girls 303 |
| "Tóc Hai Chùm" (Slay And Play)                                | 2021 | Cô Nàng Lợi Hại       | Cùng với BonBon Girls 303 |
| "Vận May Hôm Nay" (Fortune Of Today)                          | 2021 | Cô Nàng Lợi Hại       | Cùng với BonBon Girls 303 |
| Fealess Girls                                                 | 2021 | Cô Nàng Lợi Hại       | Cùng với BonBon Girls 303 |

### Một số bài hát khác
| Tên                                    | Năm  | Album                   |
| -------------------------------------- | ---- | ----------------------- |
| "Thời Khắc Tập Hợp" (Just Team Up)     | 2021 | PUBG Promotional Single |
| "Học Viện Sử Lai Khắc" (Shrek Academy) | 2021 | Đấu La Đại Lục OST      |

### Bài hát trong Sáng tạo doanh 2020
| Năm  | Ngày       | Tên bài hát                     | Ca sĩ gốc                    | Ghi chú                                          |                                                             |
| ---- | ---------- | ------------------------------- | ---------------------------- | ------------------------------------------------ | ----------------------------------------------------------- |
| 2020 | 16 tháng 5 | Thần kỳ                         | Tôn Yến Tư                   | Tiết mục trình diễn nhóm, tập 3                  | Trung tâm/Nhóm trưởng                                       |
| 2020 | 31 tháng 5 | Thế giới không dễ dàng sụp đổ   | EXCUSE ME (打扰一下乐团)     | Tiết mục trình diễn nhóm, tập 5                  | Nhiều phiếu bầu nhất nhóm (97 phiếu)                        |
| 2020 | 28 tháng 6 | Rời đàn                         |                              | Tiết mục trình diễn nhóm, tập 8                  | Trung tâm/Nhóm trưởng Nhiều phiếu bầu nhất nhóm (111 phiếu) |
| 2020 | 27 tháng 6 | Đây là lời tôi luôn nói với bạn |                              | Tiết mục trình diễn nhóm, tập 8                  |                                                             |
| 2020 | 4 tháng 7  | Phoenix                         | KIM MYEONG KYU Hứa Vinh Trăn | Tiết mục trình diễn nhóm đêm chung kết, tập 10   |                                                             |
| 2020 | 4 tháng 7  | Shallow                         | Lady Gaga,Bradley Cooper     | Tiết mục trình diễn đơn ca đêm chung kết, tập 10 |                                                             |
| 2020 | 4 tháng 7  | Daisies                         | Katy Perry                   | Tiết mục trình diễn nhóm đêm chung kết, tập 10   |                                                             |

## Chương trình truyền hình

### Tư cách khách mời
| Năm  | Ngày phát sống          | Kênh            | Tên chương trình                       | Ghi chú                                                                                    |
| ---- | ----------------------- | --------------- | -------------------------------------- | ------------------------------------------------------------------------------------------ |
| 2020 | 23/7/2020               | Tencent Video   | WE ARE BLAZING (Chúng ta nhiệt huyết)  | Chung kết (Khách mời) cùng BonBon Girls 303                                                |
| 2020 | 0/7/2020 đến 16/8/2020  | Tencent Video   | Siêu tân tinh thế vận hội              | Tham gia cùng BonBon Girls 303                                                             |
| 2020 | 8/8/2020                | Đài Chiết Giang | Thanh xuân hoàn du kí                  | Khách mời tập 10 cùng BonBon Girls 303                                                     |
| 2020 | 29/8/2020 đến 30/8/2020 | Tencent Video   | Minh nhật chi tử 4                     | Khách mời tập 5 cùng BonBon Girls 303                                                      |
| 2020 | 1/10/2020               | Đài Bắc Kinh    | Sàn đấu ca vương                       | Chung kết (Khách mời) cùng BonBon Girls 303                                                |
| 2020 | 21/12/2020              | Tencent Video   | Gặp em ở thế giới song song            | Khách mời tập 1 cùng Minh Đạo (diễn viên)                                                  |
| 2021 | 19/3/2021               | Đài Đông Phương | Tiếp chiêu đi Tiền bối                 | Khách mời tập 7 cùng Dương Mịch,Trương Bân Bân                                             |
| 2021 | 28/3/2021               | Đài Trung Ương  | Tụng kinh cổ điển                      | Khách mời cùng Hy Lâm Na Y · Cao,Trần Trác Tuyền, Lưu Tá Ninh                              |
| 2021 | 24/4/2021               | Tencent Video   | Sáng tạo doanh 2021                    | Chung kết (Khách mời) cùng BonBon Girls 303                                                |
| 2021 | 3/5/2021                | Đài Đông Phương | Youth and Melody (Kim Khúc Thanh Xuân) | Khách mời tập 5 cùng Triệu Việt (BonBon Girls 303), Hà Lạc Lạc(R1SE), Trạch Tiêu Văn(R1SE) |
| 2021 | 8/5/2021                | Đài Đông Phương | Youth and Melody (Kim Khúc Thanh Xuân) | Khách mời tập 6 cùng BonBon Girls 303                                                      |
| 2021 | 15/5/2021               | Đài Đông Phương | Youth and Melody (Kim Khúc Thanh Xuân) | Khách mời tập 7 cùng BonBon Girls 303                                                      |
| 2021 | 22/5/2021               | Đài Đông Phương | Youth and Melody (Kim Khúc Thanh Xuân) | khách mời tập 8 cùng BonBon Girls 303                                                      |

### Thành viên cố định
| Năm  | Ngày phát sóng           | Kênh          | Tên chương trình                        | Số tập |
| 2020 | 2/5/2020 đến 4/7/2020    | Tencent Video | Sáng Tạo Doanh 2020                     | 10     |
|      | 25/10/2020 đến 6/12/2020 | Tencent Video | Cô gái kẹo cứng BON-US                  | 7      |
| 2021 | 7/2/2021 đến 28/2/2021   | Tencent Video | Cô gái kẹo cứng BON-US New Year Special | 4      |
|      | 10/3/2021 đến 14/5/2021  | Tencent Video | Võ quán tỉ muội                         | ---    |
|      | 01/08/2021 đến           | Tencent Video | Cô gái kẹo cứng BON-US kỉ niệm 1 năm    |        |

## Các sân khấu/ca khúc đã trình bày
| Năm phát sóng | Ngày phát sóng   | Nền tảng phát sóng                                            | Tên của chương trình | Bài hát biểu diễn                                                                  |
| ------------- | ---------------- | ------------------------------------------------------------- | --- | ---------------------------------------------------------------------------------- |
| Năm 2020      | Ngày 9 tháng 9   | Truyền hình vệ tinh Giang Tô                                  | 99 đêm mặc cả | "Cảnh Báo Phía Trước Là Siêu Hạng A" (Super A Warning Ahead)                       |
| Năm 2020      | 18 tháng 10      | Truyền hình vệ tinh Hồ Nam                                    | Giải thưởng Đại bàng vàng truyền hình Trung Quốc lần thứ 30 và Gala trao giải Liên hoan nghệ thuật truyền hình Kim Ưng Trung Quốc lần thứ 13 | "Câu chuyện của chúng ta, Bài hát của chúng ta"                                    |
| Năm 2020      | 30 tháng 10      | Truyền hình vệ tinh Giang Tô                                  | Nghìn lẻ một đêm Kuaishou | "Huynh đệ ơi nhớ cậu rồi + BONBON GIRLS"                                           |
| Năm 2020      | 31 tháng 10      | Truyền hình vệ tinh Hồ Nam                                    | Lễ khai trương Tmall Double 11 | "Strong to Win", "Drunken Master" (hợp tác với Thành Long)                         |
| Năm 2020      | 10 tháng 11      | Truyền hình vệ tinh Hồ Nam                                    | 1111 Siêu chiến đấu đêm | "BON BON GIRLS", " Call my name + Bạn là người quan trọng nhất" (hợp tác với R1SE) |
| Năm 2020      | Ngày 15 tháng 11 | Tencent Video                                                 | Cúp nhà vô địch quốc tế Peace Elite | "Trước cảnh báo Super A"                                                           |
| Năm 2020      | 5 tháng 12       | Nhạc Migu                                                     | Lễ hội âm nhạc | Buổi biểu diễn đầu tiên của "BON BON GIRLS"                                        |
| Năm 2020      | 6 tháng 12       | QQ Music                                                      | Hội nghị tuyên dương nhịp tim Plop | "Cảnh báo phía trước Super A"                                                      |
| Năm 2020      | Ngày 11 tháng 12 | Truyền hình vệ tinh Hồ Nam                                    | Chương 1212: Đêm chiến đấu siêu hạng | "Trước cảnh báo Super A", "Phiên bản Ballad"                                       |
| Năm 2020      | 20 tháng 12      | Tencent Video                                                 | Giải thưởng Starlight 2020 | "Cảnh báo phía trước Super A"                                                      |
| Năm 2020      | 31 tháng 12      | Truyền hình vệ tinh Giang Tô                                  | Buổi hòa nhạc đêm giao thừa 2021 | "Phía trước Super A Warning", "Handclap", "Like You" (hợp tác với Mao Bất Dịch)    |
| Năm 2020      | 31 tháng 12      | Camera quan sát                                               | Ra khơi Lễ giao thừa năm 2021 của Đài Phát thanh và Truyền hình Trung ương Trung Quốc                                                        | " BONBON GIRLS", "WE ARE YOUNG"                                                    |
| Năm 2021      | 30 tháng 1       | Nhạc Migu                                                     | Shenwu 4 Migu Music Live Cloud New Year Concert                                                                                              | "Trước cảnh báo siêu A", "PLMM",                                                   |
| Năm 2021      | 9 tháng 2        | Truyền hình vệ tinh Sơn Đông                                  | Chúc mừng người Trung Quốc năm mới | "Hold to Win", "Billion Mountains and Rivers"                                      |
| Năm 2021      | 11 tháng 6       | Tencent Video                                                 | Thời trang nam Đêm hội quý ông phương Đông                                                                                                   | "Song mã vĩ"                                                                       |
| Năm 2021      | 15 tháng 6       | Truyền hình vệ tinh Giang Tô, Truyền hình vệ tinh Chiết Giang | Chương 616: Đêm tâm hồn thật sự | "Song mã vĩ", "Vũ điệu chặt thịt"                                                  |

## Buổi hòa nhạc và meeting

### Buổi hòa nhạc
| Thời gian                 | Địa điểm            | Tên                                 | Tiết mục biểu diễn | Ghi chú |
| ------------------------- | ------------------- | ----------------------------------- | --- | ------- |
| Ngày 15 tháng 11 năm 2020 | Bắc Kinh            | Buổi hòa nhạc ra mắt Hard Candy Law | "Bạn Là Quan Trọng Nhất Nhất Nhất" (You Are Everything To Me) "BONBON GIRLS" "We Are Young" "Cảnh Báo Phía Trước Là Siêu Hạng A" (Super A Warning Ahead) "PLMM" |         |
| Ngày 31 tháng 7 năm 2021  | Nam Kinh (Giang Tô) | Buổi hòa nhạc "Amazing Girls"       | |         |

### Meeting
| năm      | ngày       | thành phố | chủ đề                                       | Thành viên tham dự        | Nhận xét |
| -------- | ---------- | --------- | -------------------------------------------- | ------------------------- | -------- |
| Năm 2020 | 2 tháng 11 |           | Hard Candy Girl 303 Fan meeting ở nước ngoài | cùng với BonBon Girls 303 |          |
| Năm 2021 | 30 tháng 5 | Bắc Kinh  | Ký tên Album "Hard Candy Law" tại Bắc Kinh   | cùng với BonBon Girls 303 |          |

## Giải thưởng
| Lễ trao giải                       | Giải thưởng                                          |          |
| Năm 2020                           | Năm 2020                                             | Năm 2020 |
| ---------------------------------- | ---------------------------------------------------- | -------- |
| Lễ hội âm nhạc                     | Màn biểu diễn sân khấu được yêu thích nhất trong năm |          |
| Hội nghị tuyên dương nhịp tim Plop | Nhóm xu hướng hàng năm                               |          |

## Tạp chí
| Năm  | Ngày phát hành  | Tạp chí    | Ghi chú                                                                                     |
| ---- | --------------- | ---------- | ------------------------------------------------------------------------------------------- |
| 2021 | Ngày 6 tháng 4  | WAVES      | Trong vòng 1 giờ sau khi phát hành tạp chí đã bán hết được 15.000 bản doanh thu 585.000 NDT |
| 2021 | Ngày 26 tháng 6 | Chicbanana |                                                                                             |